# آژانس همکاری توسعه بین‌المللی سوئد
آژانس همکاری توسعه بین‌المللی سوئد (سوئدی: Styrelsen för internationellt utvecklingssamarbete) یک سازمان دولتی در  وزارت امور خارجه سوئد است. سیدا مسئول سازماندهی بخش عمده‌ای از کمک‌های رسمی توسعه سوئد به کشورهای در حال توسعه را برعهده دارد. بر اساس گزارش OECD، کمک‌های رسمی توسعه سوئد در سال ۲۰۲۲ به ۵٫۵ میلیارد دلار آمریکا افزایش یافت که ۰٫۹٪ از درآمد ناخالص ملی (GNI) را تشکیل می‌دهد.

## همکاری پژوهشی
یک همکاری توسعه بلندمدت است که توسط آژانس همکاری توسعه بین‌المللی سوئد حمایت می‌شود، همکاری تحقیقاتی هدفش تقویت تحقیقات در کشورهای کمتر توسعه‌یافته و کشورهای کم درآمد است تا با کاهش فقر جوامع پایدار ایجاد کنند. بودجه این آژانس در ۲۰۲۰ نزدیک به ۱۰۰۰ میلیون کرون بود.

## بودجه سالانه
در سال ۲۰۲۴، بودجه سالانه سیدا، مشابه سال‌های گذشته، ۲۶٫۵ میلیارد کرون بود. سیدا به دلیل ناتوانی در مدیریت مبالغ هنگفت مورد انتقاد قرار گرفته است.

## مسائل فساد
سیدا در بسیاری از پرونده‌های فساد درگیر بوده و به‌طور معمول هر سال صدها مورد مشکوک از این قبیل را کشف می‌کند.

## انتقادات
سیدا انتقادات گسترده‌ای دریافت کرده است:
- حمایت مالی از پروژه‌های مستعد فساد[۱۱]
- پیشگیری ناکارآمد از فساد[۱۲]
- تصمیمات مالی غیر مستند[۱۳] و عدم کنترل مالی[۱۴]
- نتایج ضعیف[۱۵][۱۶]
- اولویت‌های پراکنده و تصمیم‌گیری[۱۷][۱۸]
- تضاد گسترده منافع[۱۹][۲۰][۲۱][۲۲]
- برنامه‌ریزی و هماهنگی غیر استاندارد[۲۳]
- استفاده ناکارآمد از منابع[۲۴]

در سال ۲۰۲۳، آژانس همکاری توسعه بین‌المللی سوئد برای حمایت مالی طولانی‌مدت از سازمانی که در حمله تروریستی علیه اسرائیل مشارکت داشت، برنده جایزه طعنه آمیز اتلاف مالیات شذ.